# Zdravljica

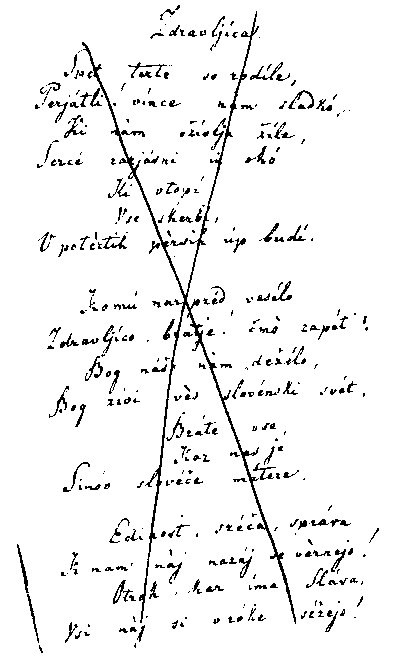
Zdravljica: il testo censurato del manoscritto di Prešeren per la pubblicazione nella raccolta Poezije (Poesie) del 1846. Fu pubblicato per intero con leggere variazioni nel 1848.

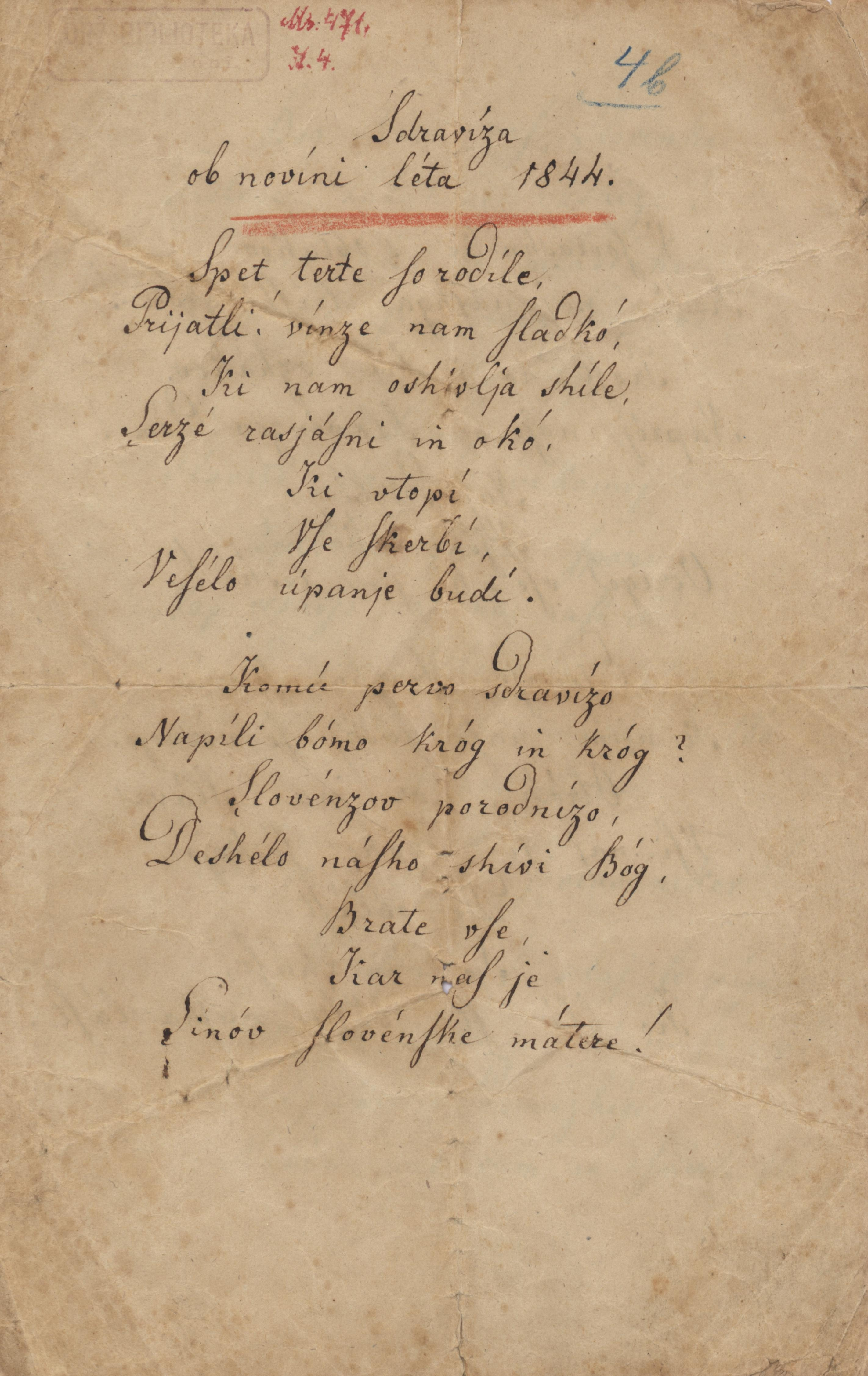
Originale della Zdravljica in bohoričica del 1844.

Zdravljica  ([zdraʋˈljìːt͡sa]; in italiano Brindisi) è una poesia scritta da France Prešeren (1800-1849) nel 1844, e dal 29 marzo 1990 la 7ª strofa è il testo dell'inno nazionale sloveno. Nel 2019 ha ottenuto il Marchio del patrimonio europeo.

## Storia
Con questa poesia Prešeren intendeva non solo esaltare la Slovenia, ma brindare a tutti i popoli del mondo, quando, superati odii e guerre, ciascuno avrebbe visto nell'altro non il confinante ma il vicino di casa. Il concetto è contenuto nella famosa settima strofa.
Un anno prima della sua composizione, sul giornale tedesco Kmetijske in rokodelske novice (1843), Matija Vertovc, in un articolo intitolato Vinske terte hvala, aveva pubblicamente invitato France Prešeren a scrivere un'ode al vino. Già nella prima strofa di Zdravljica è possibile individuare il pensiero del sacerdote agronomo sloveno della Valle del Vipacco.
Per questa settima strofa, il sacerdote Stanko Premrl (1880-1965), compositore in genere di musica sacra, scrisse una composizione corale con il medesimo nome. Non fu il solo, lo fecero anche altri tredici compositori.
Storicamente, la Slovenia ebbe, prima come regione dell'Impero austro-ungarico e poi come regione della Iugoslavia monarchica, un inno, "Naprej zastava slave" (Avanti bandiera della gloria), composto da Davorin Jenko (1835-1914). Tale inno divenne parte dell'inno composito reale iugoslavo, la cui melodia riguardante la Serbia era stata composta sempre dallo stesso Jenko.
Nella Iugoslavia socialista la Slovenia riadottò come inno locale quello di Jenko, ma al tempo stesso cominciò a farsi strada nei programmi radio-televisivi anche l'inno di Premrl, in virtù del suo testo collegato con il maggiore poeta nazionale, e considerato il migliore delle quattordici versioni esistenti.
Al momento dell'indipendenza del 1990 venne data la preferenza all'inno di Premrl, una melodia solenne e piena di fierezza.
L'inno nazionale della Slovenia è basato sulla prima e sulla settima strofa della poesia. Questa settima strofa però è considerata la più importante. L'esecuzione prevede, nella forma consueta, il canto della sola settima strofa, mentre nella forma solenne si cantano entrambe. La poesia è un carmen figuratum, infatti la forma di ogni strofa ricorda quella di una tazza di vino, il che richiama al "brindisi".

## Testo
La parte evidenziata in verde, corrispondente alla settima strofa del poema, è stata utilizzata come Inno nazionale dalla Repubblica socialista di Slovenia per qualche giorno e, successivamente, dalla Slovenia indipendente.
| Prijatlji! obrodile,            | Amici! Le viti                                |
| so trte vince nam sladkó,       | ci hanno fruttato del dolce vino              |
| ki nam oživlja žile,            | che ci ravviva le vene                        |
| srce razjásni in oko,           | e ci schiarisce il cuore e l'occhio           |
| ki utopi                        | e cancella                                    |
| vse skrbi,                      | tutte le preoccupazioni                       |
| v potrtih prsih up budi!        | rinnovando la speranza nel petto affranto!    |
|                                 |                                               |
| Komú narpred veselo             | Per chi vogliamo cantare per primo,           |
| zdravljico, bratje! čmo zapét'? | Fratelli, questo lieto brindisi?              |
| Bog našo nam deželo,            | Dio protegga il nostro Paese                  |
| Bog živi ves slovenski svet,    | e tutto il mondo sloveno                      |
| brate vse,                      | tutti i fratelli,                             |
| kar nas je                      | sangue e nome,                                |
| sinov sloveče matere!           | i figli della celebre madre!                  |
|                                 |                                               |
| V sovražnike 'z oblakov         | Che un fulmine dalle nuvole colpisca          |
| rodú naj naš'ga trešči gróm,    | i nemici della nostra stirpe;                 |
| prost, ko je bil očakov,        | Adesso, come lo era quella dei padri,         |
| naprej naj bo Slovencov dom;    | la casa degli sloveni sia libera;             |
| naj zdrobé                      | del passato la diaspora,                      |
| njih roké                       | le catene                                     |
| si spone, ki jim še težé!       | che li imprigionano, le loro mani frantumino! |
|                                 |                                               |
| Edinost, sreča, sprava          | Unità, fortuna, pace                          |
| k nam naj nazaj se vrnejo;      | tornino da noi;                               |
| otrók, kar ima Slava,           | e tutti i figli del mondo slavo,              |
| vsi naj si v róke sežejo,       | si diano la mano,                             |
| de oblast                       | affinché l'autorità                           |
| in z njo čast,                  | e l'onore                                     |
| ko préd, spet naša bode last!   | tornino nelle nostre mani!                    |
|                                 |                                               |
| Bog žívi vas Slovenke,          | Dio protegga voi slovene,                     |
| prelepe, žlahtne rožice;        | fiori nobili e stupendi;                      |
| ni take je mladenke,            | non c'è una fanciulla pari                    |
| ko naše je krvi dekle;          | a quella del nostro sangue;                   |
| naj sinóv                       | che i figli                                   |
| zarod nov                       | della nuova generazione                       |
| iz vas bo strah sovražnikov!    | faccia tremare i nemici!                      |
|                                 |                                               |
| Mladenči, zdaj se pije          | Ragazzi, speranza nostra,                     |
| zdravljica vaša, vi naš up;     | questo brindisi è per voi;                    |
| ljubezni domačije               | Che nessuno soffochi in voi                   |
| noben naj vam ne usmŕti strup;  | l'amore per la patria;                        |
| ker po nas                      | perché per noi                                |
| bode vas                        | e per voi                                     |
| jo sŕčno bránit klical čas!     | è giunto il momento di difenderla con ardore! |
|                                 |                                               |
| Živé naj vsi naródi,            | Vivano tutti i popoli                         |
| ki hrepené dočakat dan,         | che anelano al giorno                         |
| da koder sonce hodi,            | in cui la discordia verrà sradicata dal mondo |
| prepir svéta bo preganjan       | ed in cui ogni nostro connazionale            |
| da rojak                        | sarà libero,                                  |
| prost bo vsak,                  | ed in cui il vicino                           |
| ne vrag, le sosed bo mejak!     | non un diavolo, ma sarà un amico!             |
|                                 |                                               |
| Nazadnje še, prijatlji,         | Infine, amici,                                |
| kozarce zase vzdignimo,         | alziamo i bicchieri per noi stessi,           |
| ki smo zato se zbrat'li,        | per noi che ci siamo affratellati,            |
| ker dobro v srcu mislimo;       | perché abbiamo il cuore pieno di bontà;       |
| dókaj dni                       | che vivano a lungo                            |
| naj živí                        | ...                                           |
| vsak, kar nas dobrih je ljudi!  | tutti gli uomini buoni!                       |